# Diony López
Dionisio Rafael López Ramos (Caracas, 3 de marzo de 1946-Caracas, 27 de agosto de 2010) fue un cantante de música infantil, presentador de televisión, productor y actor cómico de la televisión venezolana. Famoso por su personaje el payaso Popy desde 1972.

## Biografía
Nacido en Caracas el 3 de marzo de 1946, actor, cantante, compositor, bailarín, comenzó su carrera con el grupo Los Dionis, formado por el también actor y bailarín, Gustavo Enrique Pérez Méndez, las rutinas de este grupo eran principalmente bailar. Adquirió notoriedad con entrevistas en los canales a nivel de toda Venezuela, por Radio Caracas Televisión. El apodo Popy le fue sugerido por el cantante Trino Mora, al cambiar la letra T de Poty (el dibujo animado inspirador del personaje) por la P: Popy. Diony López se opuso a esta sugerencia, pero en la confusión del momento, durante la primera grabación del espacio que sólo duraría un mes, se le escapó de los labios al presentador del programa ese nombre de Popy en vez de Poty, y de allí quedaría establecido por más de treinta años en televisión.
Popy comenzó su actividad televisiva en 1970, en Cadena Venezolana de Televisión, con El club del clan. En Radio Caracas Televisión tuvo un programa de televisión llamado El show de Popy (originalmente Popylandia), el cual estuvo al aire de 1973 a 1989. Este programa incluía aprendizaje, comedia, canciones y entrevistas (incluyendo a Popina, personaje que interpretaba a su esposa). Igualmente dentro de su elenco estaban los payasos "Popo, Mr.Fabis y Don Potoco", "El Mago Sabu Alsabu", "La Conejita de Popy" (esposa de Sabu Alsabu), su hija Carolina con la cual compartía en escena e incluso llegó a cantar con ella algunos temas. Este programa adquirió una gran popularidad en Venezuela, Colombia, Perú, Ecuador, Puerto Rico y en otros países. Este programa pasó a ser transmitido por Venevisión en 1990 A 1991 con el nombre de "Fiesta con Popy", sin embargo duró muy poco tiempo al aire.
En 1986 es contratado por la temporada de verano para realizar El Show de Popy en PANTEL Canal 5 de Lima, Perú manteniendo la misma estructura de su programa en Venezuela. 
Popy también grabó discos con canciones para niños. Sus canciones más famosas en esos discos fueron Caro-Caro-Carolina, El telefonito, Popylandia, A cepillarse, Mi maestra, Mi tío Mario, Pobrecito el payaso, A trabajar, Mi amigo Dios, La retaca, A comer, Cumpleaños, Señor eco, El zapatero, El chivo, La ratoncita. Popy además apoyó las carreras de otros artistas como Raúl González, que es el actual animador del programa Despierta América en Univisión.
Después de la salida del aire de su programa se desempeñó como productor de programas de entretenimiento El Club de los Tigritos por Venevisión donde presentaba sus eternos éxitos musicales infantiles, luego de una reestructuración de dicho programa decide abandonarlo y volver a su eterna casa RCTV y continuar como productor de espacios como el noticiero El observador, Diente por diente, el Dos de Oro, Fama y aplausos, Fama, Sudor y Lágrimas entre otros

## Regreso
En agosto de 2009, Diony López se unió al productor venezolano Enrique Salas y anunció el regreso de Popy en seis funciones que se llevarían a cabo desde el 22 de agosto hasta el 6 de septiembre de 2009 (sábados y domingos solamente). Su regreso fue muy bien recibido por sus fanes de la comunidad caraqueña así como fanes de otras partes del país que asistieron al evento, como Puerto La Cruz, Maracay, Maracaibo y Punto Fijo, ya que se agotaron las entradas de todas las funciones. Popy cantó y bailó sus canciones más famosas. «Es un espectáculo sencillo porque es del recuerdo» dijo Popy en la rueda de prensa. Contó con la presencia del ballet de Anita Vivas, su mago de siempre Rafael Vallenilla (quien antes era Don Potoco), el payaso Popo y la ya crecida Carolina. En el escenario, Popy demostró que la edad no era obstáculo para cantar y bailar como en su apogeo. La primera función contó con la presencia de varios artistas venezolanos entre el público disfrutando del renovado payaso, como Mirla Castellanos, Norkys Batista y Viviana Gibelli. El productor del evento, Enrique Salas, confesó públicamente que ha recibido llamadas de otras ciudades del país pidiendo la presentación del show de Popy, incluso hasta del Perú y prometió que muy pronto «oirán de Popy» en esas ciudades.

## Cultura popular
En Venezuela es de uso común coloquial la frase "Ponerse Popy", que significa causar problemas u oponer resistencia (úsese mayormente en el argot delictivo llamado popularmente "jerga de malandreo"). La frase deriva de "ponerse cómico", que tiene la misma connotación.
En Perú, el político Fernando Olivera ha sido conocido popularmente con el sobrenombre de Popy, en referencia al personaje de Diony López. A finales de la década de los ochenta, el entonces joven diputado Olivera mostraba un look con pelo relativamente largo que cubría sus orejas. El imitador peruano Carlos Álvarez creó el famoso personaje "Popy Olivera" (también llamado "Fernando Popivera"), quien físicamente se parecía más al político pero que bailaba al ritmo de "Caro-Caro-Carolina". Para ese entonces, el payaso Popy y sus canciones ya eran conocidos en la televisión peruana. El impacto popular en el diputado Olivera fue muy positivo, tanto así que durante las elecciones generales de 1990 el mismo Sr. Olivera utilizó el sobrenombre de Popy como parte de su campaña con frases como "Popy Olivera al Congreso" o "Vota por Fernando Popy Olivera", siendo elegido con uno de los más altos niveles de votación.
En 1999, un miembro de la Asamblea Nacional Constituyente de Venezuela dijo ante las cámaras de televisión que información sobre dicho proceso podía descargarse de la página "web, web, web, asamblea nacional punto...", la burla de un sector de la población que aludía a una interjección usada por el payaso Popy "¡ueb!".
Cabe destacar que el expelotero profesional venezolano Rodolfo Hernández también es conocido con el apodo "Popy". En su época de jugador activo militó con los Navegantes del Magallanes, Leones del Caracas y Tigres de Aragua. Actualmente es entrenador del primero de estos equipos luego de ser dejado en libertad por los bengalíes.

## Muerte
Diony López falleció en Caracas, a causa de un infarto a las 5:30 a. m. el día 27 de agosto de 2010. Sus restos fueron velados al día siguiente en el Cementerio del Este, La Guairita, Caracas. La información fue inicialmente divulgada por el canal RCTV, también a través de su cuenta en Twitter, donde aparecieron como temas del momento las frases: «Murió Popy», «Popy» y «QEPD», y luego repetida por diarios venezolanos e internacionales.

## Discografía
- Popy grandes éxitos Vol. II (2000)
- Popy (1996)
- Popy 11 éxitos (1994)
- Popy Vol. III
- Popy Vol. II
- Popy Vol. I
- Popy vs el trabuco (Picardía y El tío Ito)
- Popy: Di Papa (1987)
- Navidad con Popy (1986)
- A comer (1986)
- A estudiar (1984)
- Aguinaldos Tradicionales Venezolanos (1982)
- A cepillarse (1982)
- Un circo para Popy (1981)
- Popy (1981)
- Popy Solo (1977)
- Popy y Popyna (1977)
- Popy (1972)